# شرکت مسکووی

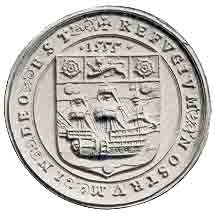
مهر شرکت مسکووی، 1555

شرکت مسکووی نام شرکتی است که در اثر تلاش‌های ریچارد چانسلر دریانورد بریتانیایی در سال ۱۵۵۳ در مسکو تأسیس شد.
چانسلر پس از رایزنی با مقامات روسی توانست اجازه راه اندازی شرکت مشترکی از بازرگانان روسی و بریتانیایی به نام "کمپانی مسکووی" بگیرد.

## حوزه فعالیت
حوزه دادو ستد شرکت دریای مازندران، قفقاز و ایران بود. این شرکت به نام‌های شرکت بازرگانی مسکووی و شرکت روسیه نیز نامیده می‌شد.

## در ایران
این شرکت در ایران نیز در زمان شاه تهماسب یکم اجازه فعالیت گرفت؛ اما پس از مرگ تاماس بنیستر رئیس شرکت در ایران، اموال شرکت مسکووی توقیف شد. در ایران دوره صفوی مرسوم بود که اگر کسی بدون داشتن وارثی از دنيا مي رفت، اموال وی به شاه تعلق می‌گرفت. 
جفری داکت برای آزاد ساختن اموال شرکت مسکو تلاش زيادی از خود نشان داد. در نتيجه همراهان خود را در شیروان ترك كرد و برای تظلم خواهي به قزوین رفت. از بخت نیکش، درباریان گفته‌های داکت را پذيرا شدند و اجازه دادند که اموال شرکت را از ایران بیرون ببرد. 